# マイキー・ムーア (サッカー選手)
マイキー・スティーブン・ダニー・ムーア（Mikey Steven Danny Moore, 2007年8月11日 - ）は、イングランド・サザーク・ロンドン特別区サザーク出身のプロサッカー選手。プレミアリーグ・トッテナム・ホットスパーFC所属。ポジションはフォワード。

## 経歴

### トッテナム・ホットスパー
2016年、9歳でトッテナム・ホットスパーFCのユースアカデミーに加入。
2022-23シーズンには、15歳ながら既にU-21チームでプレーしていた 。同シーズンはU-17、U-18チームでそれぞれ優勝に貢献した 。2023年6月17日、トッテナムと17歳の誕生日を迎えた後にプロ契約を結ぶことで合意した。
2024年5月14日、マンチェスター・シティFC戦の試合終了間際に途中出場してプロデビュー。16歳と277日でのプレミアリーグ公式戦初出場は、デーン・スカーレットを抜きクラブ史上最年少であった。

### レンジャーズ
2025年8月1日、レンジャーズFCにレンタル移籍した。

## 代表歴
2022年から世代別のイングランド代表に選出されている。